# Bouxwiller (Górny Ren)
Bouxwiller – miejscowość i gmina we Francji, w regionie Grand Est, w departamencie Górny Ren. Według danych na rok 2008, gminę zamieszkiwało 457 osób.